# Madagaskarmoorente

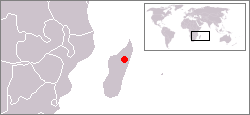
Verbreitung

Die Madagaskarmoorente (Aythya innotata) auch Madagaskar-Moorente ist eine extrem seltene Tauchente der Gattung Aythya, von der man bereits annahm, dass sie ausgestorben sei. 2006 wurden Enten dieser Art an einer Stelle in Madagaskar wieder beobachtet. Es wird nicht ausgeschlossen, dass Enten dieser Art auch an anderen Orten Madagaskars noch vorkommen. In jedem Fall wird die Art als unmittelbar „vom Aussterben bedroht“ (critically endangered) geführt. Als primäre Ursache des Bestandsrückgangs gilt die Einführung eines pflanzenfressenden Buntbarsches (Oreochromis macrochir). Dadurch wurde die Vegetation der Brutgewässer der Madagaskarmoorente nachhaltig verändert.

## Merkmale
Madagaskarmoorenten erreichen eine Körperlänge von 46 Zentimetern. Es ist die einzige Tauchente dieser Region. Die weiße Iris des Männchens, die bei beiden Geschlechtern vorhandene weiße Flügelzeichnung sowie die lange Anlaufphase beim Wiederauffliegen unterscheidet diese Art von anderen, auf Madagaskar heimischen Entenarten.
Das Männchen weist im Prachtkleid ein dunkelbraunes Gefieder mit einer weißen Unterseite auf. Kopf und Hals sind schwarzbraun mit einem schwachen Grün- oder Purpurglanz. Die Brust ist dunkel rotbraun. Die Flanken graubraun. Die Flügel haben helle Längsstreifen über den Schwingen. Im Ruhekleid ähnelt das Männchen dem Weibchen, weist aber auch dann die weiße Irisfarbe auf. Die Gefiederfärbung beim Weibchen ist etwas matter. Anders als das Männchen hat das Weibchen eine dunkelbraune Iris. Bei beiden Geschlechtern ist der Schnabel bleigrau mit einem schwarzen Schnabelnagel. Die Beine und Füße sind grau. Jungenten gleichen den Weibchen, wirken insgesamt aber etwas brauner. Männliche Jungenten entwickeln sehr schnell eine graue Iris, die sich gegen Ende des ersten Lebensjahres in eine weiße umfärbt.

## Verbreitung und Bestand
Die Madagaskarmoorente ist eine endemische Entenart Madagaskars. Sie ist auf dieser Insel auf die Region des Lac Alaotra beschränkt gewesen, der im Norden der Insel in dem Grabenbruch zwischen dem zentralen Hochland und der Ostküste Madagaskars liegt. Diese Region hat eine durchschnittliche Höhe von 1.100 m und gipfelt im Maromokotro, dem mit 2.876 m höchsten Berg der Insel. Madagaskar liegt im tropischen Klima des Südäquatorialstromes. Die Jahresdurchschnittstemperatur liegt bei 25 °C, wobei die Temperaturen an den Küsten höher liegen und im landesinneren Hochland bis unter den Gefrierpunkt sinken können. Sommer und Winter entsprechen der tropischen Regen- und Trockenzeit.
In den 1930er Jahren war die Madagaskarmoorente am Lac Alaotra noch verhältnismäßig häufig. In den 1940er und 1950er Jahren nahmen die Bestände dramatisch ab. In der Umgebung des Lac Alaotra wurde sie seit den 1960er Jahren nicht mehr gesehen. Es gab eine nicht bestätigte Sichtung in der Nähe von Antananarivo in den 1970er Jahren. Die Art galt daher bis zu dem Beginn der 1990er Jahre als ausgestorben. 
Im August 1991 wurde ein einzelnes Männchen lebend gefangen. In der Zeit hiernach stufte die IUCN die Art nicht als ausgestorben, sondern als „vom Aussterben bedroht“ (critically endangered) ein, weil nicht flächendeckend nach ihr gesucht worden sei. Darauf wurde eine intensive Suchaktion in der Nähe des Lac Alaotra eingeleitet. Die Suchaktion war von zahlreichen PR-Aktionen begleitet, um Hinweise der Bevölkerung auf weitere Madagaskarmoorenten zu erhalten. Beide Aktionen, die in den Jahren 1993 und 1994 wiederholt wurden, brachten jedoch keine Hinweise auf weitere Enten dieser Art. Im Jahre 2006 wurden jedoch auf einem vulkanischen See 330 Kilometer nördlich von Lac Alaotra neun ausgewachsene Madagaskarmoorenten und vier Jungenten beobachtet. Nach den Aussagen der Bevölkerung ist der Uferrand dieses Vulkansees für Reisanbau ungeeignet. In dem See kommen auch keine Fische vor. Das Wasser ist außerdem für Madagaskar verhältnismäßig kühl. Insgesamt wird dies als Hinweis darauf gewertet, dass die Madagaskarmoorente hier überleben konnte, weil sie verhältnismäßig wenig Störungen durch Menschen ausgesetzt war. Bei nachfolgenden Suchaktionen konnten an demselben See insgesamt etwa 20 adulte Madagaskarmoorenten beobachtet werden sowie neun Jungenten. Fünf Madagaskarmoorenten wurden außerdem an einem zweiten See entdeckt, der etwa drei bis vier Kilometer von der ersten Beobachtungsstelle entfernt lag. Es ist aber möglich, dass diese fünf Enten zu denen zählten, die man an dem ersten Vulkansee bereits gesichtet hatte.

## Ursachen des Bestandsrückgangs

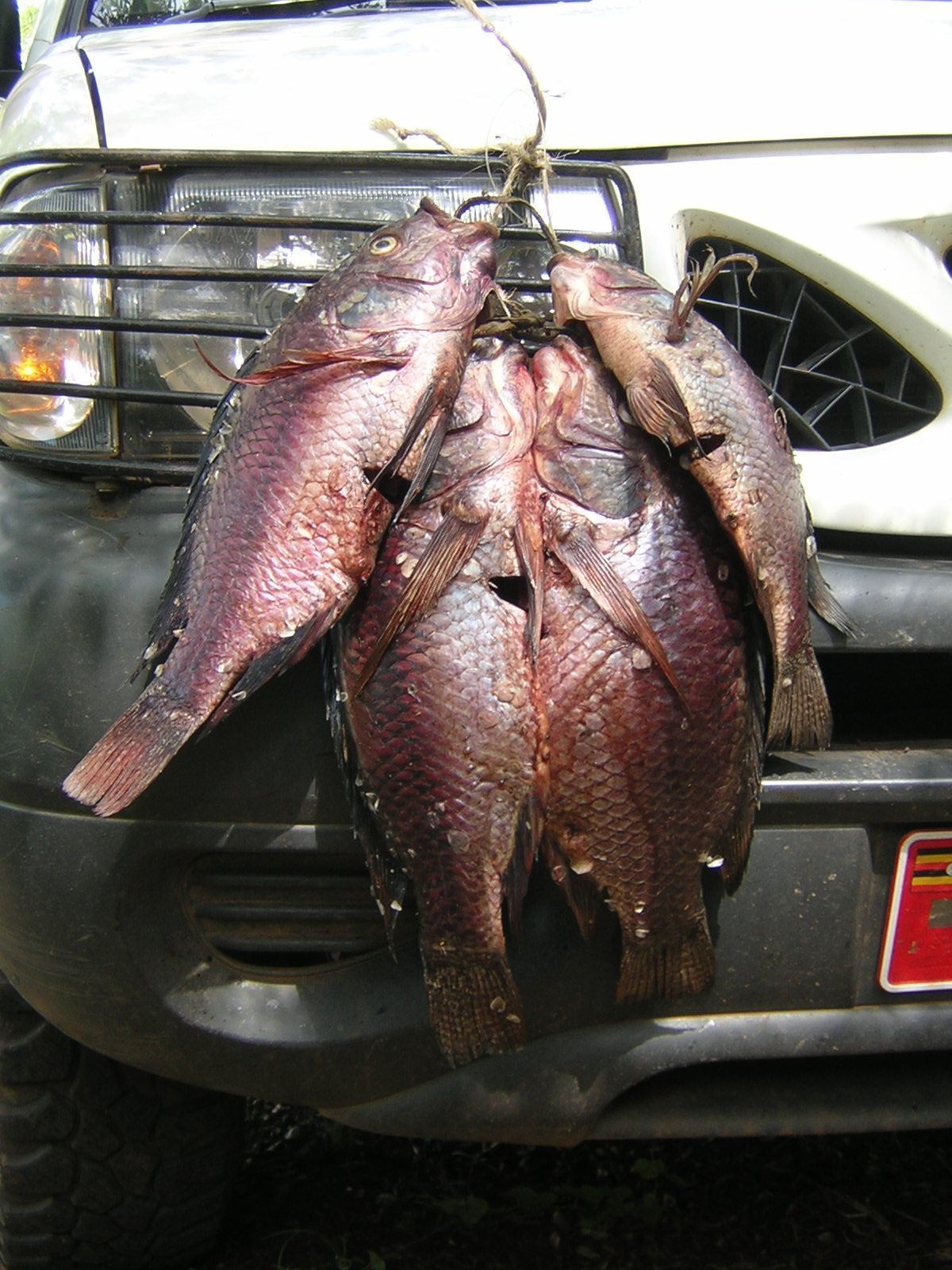
Transport von Tilapia in Uganda – die Fische werden von einigen Entwicklungsprojekten als wertvolle Ergänzung der Eiweißernährung angesehen und wurden in zahlreichen afrikanischen Gewässern eingeführt

Der ursprüngliche Lebensraum der Madagaskarmoorente waren sehr pflanzenreiche Seen mit einem hohen Bestand vor allem an Seerosen. Solche Bedingungen fanden sich vor allem am südlichen Ende des Lac Alaotra, wo die Madagaskarmoorente noch in den 1920er und 1930er Jahren häufig war. Seitdem ist auf Madagaskar viel dieses ursprünglichen Lebensraumes zerstört worden. Lac Alaotra liegt in einem der wichtigsten Reisanbaugebiete der Insel. Von den 350 Quadratkilometern, die den See umgeben, sind 250 Quadratkilometer in Reisanbauflächen umgewandelt worden. Die damit einhergehende Erosion hat die Wasserqualität des Sees verschlechtert und zu einer zunehmenden Verlandung des Sees geführt. Hinzu kommen Veränderungen im Uferbereich wie eine intensivere Weidewirtschaft, ein Anbau von Reis, der vermehrt auch auf Grenzertragsflächen erfolgt, und damit einhergehende Brandrodung an den Ufern. Die Anzahl an Ratten in Seenähe hat zugenommen. Diese sind potentielle Nest- und Kükenräuber. Zudem sank die Wasserqualität durch die Ausbreitung eingeschleppter Pflanzen wie der Wasserhyazinthe und Schwimmfarne, die die einheimischen Schwimmblattpflanzen verdrängten, die Wasserwege verstopften und zu einer zunehmenden Sauerstoffverarmung des Wassers führten. Die in den 1960er Jahren aus Nordamerika eingeführten Forellenbarsche fraßen möglicherweise die Küken der Madagaskarmoorente. Als wesentliche Ursache des Bestandsrückgangs sowohl der Madagaskarmoorente als auch anderer Vogelarten am Lac Alaotra, die auf eine reiche Wasservegetation angewiesen sind, gilt die Einführung von Tilapia. Diese Fischart ist ursprünglich unter anderem im Jordan verbreitet gewesen. Einzige Voraussetzung für seine Zucht ist eine hohe Wassertemperatur (mindestens 18 bis 20 °C). Tilapien gelten bei einigen Entwicklungshilfeprojekten als besonders geeignet für alle Gebiete, in denen es an eiweißreicher Ernährung mangelt. Dazu zählt auch Madagaskar mit seiner stark zunehmenden Bevölkerungszahl. 
Madagaskarmoorenten sind außerdem bejagt worden. Gelegentlich verfingen sie sich auch in den Fischernetzen. Es ist symptomatisch, dass die 1991 gefangene Madagaskarmoorente sich in einem Fischernetz verhedderte. Die Einführung von fleischfressenden Fischarten im Lac Alaotra wirkt sich ebenfalls negativ auf den Bestand der Wasservögel an diesem See aus. Ihnen fallen vor allem Küken zum Opfer. Allerdings geht man davon aus, dass zum Zeitpunkt der Einführung dieser Arten die Madagaskarmoorente am Lac Aloatra bereits ausgestorben war.
An den zwei Seen, an denen die Madagaskarmoorente wiederentdeckt wurde, fehlen im Moment die Faktoren, die am Lac Alaotra zum Rückgang und Verschwinden dieser Entenart geführt haben. Die Population ist dort jedoch so gering, dass eine Inzuchtdepression befürchtet werden muss. Bei einer auf so wenige Seen verteilten Population besteht außerdem ein erhebliches Risiko, dass sie durch ungewöhnliche Ereignisse wie beispielsweise einem Zyklon oder dem Ausbruch einer Krankheit zum Aussterben gebracht wird. Zu den wesentlichen Maßnahmen zum Erhalt der Art zählt die strenge Unterschutzstellung der Seen. Sowohl Jagd als auch alle andere menschlichen Aktivitäten müssen in Seenähe unterbleiben.
Während einer Zählung im Jahre 2009 wurden nur noch 19 Individuen nachgewiesen.

## Lebensweise
Aus Freilandbeobachtungen ist nur sehr wenig über die Lebensweise der Madagaskarmoorente bekannt. Die meisten Erkenntnisse über diese Art stammen aus der ersten Hälfte des 20. Jahrhunderts, als einige Madagaskarmoorenten in menschlicher Obhut gehalten wurden.
Die Madagaskarmoorente präferiert Gewässer, die eine reiche Vegetation aufweisen. Sie war vor allem an ruhigen Gewässern in der Nähe des Lac Alaotra zu finden, die einen dichten Seerosenbewuchs aufweisen. Nach heutigen Erkenntnissen bildete sie weder große Schwärme noch vergesellschaftete sie sich mit anderen Entenarten. Ihre Nahrung suchte sie tauchend. Die Nahrungszusammensetzung ist unbekannt. Vermutlich fraß sie vor allem Samen von Wasserpflanzen, darunter vermutlich vor allem die der Seerosen. Zu ihrer Nahrung zählten vermutlich außerdem Wasserwirbellose. Ihr Balzrepertoire ist unbekannt. Es ähnelt aber vermutlich dem der Tasmanmoorente. 
Die Madagaskarmoorente brütet vermutlich im Zeitraum Oktober bis Januar. Der Standort der Nester ist unbekannt. Die Eier sind oval und bräunlich weiß. Das Vollgelege besteht aus sechs bis acht Eiern. Es brütet allein das Weibchen. Die Brutzeit beträgt 26 bis 28 Tage.

## Haltung in menschlicher Obhut
Madagaskarmoorenten wurden das erste Mal 1929 nach Clères, Frankreich importiert. Es handelte sich um fünf Enten, mit denen man sehr erfolgreich nachzüchtete. 1935 wurden ein zweites Mal einige Tiere nach Clères importiert. Auch mit diesen Enten hatte man große Zuchterfolge. Die Tiere gelangten von dort aus in eine Reihe anderer Zoos und wurden auch an einige Privathalter verkauft. In Großbritannien beispielsweise erfolgte eine Nachzucht mit Nachkommen dieser Enten erstmals 1935. Die Erhaltungszucht mit diesen Enten kam jedoch in den Jahren des Zweiten Weltkrieges vollständig zum Erliegen. Im Jahre 2009 wurde ein neues Erhaltungszuchtprogramm angestrengt, das vom Durrell Wildlife Conservation Trust, dem Wildfowl and Wetlands Trust (WWT), dem Peregrine Fund und der madagassischen Regierung unterstützt wird. Im November 2009 konnten die ersten 8 Küken seit der Wiederentdeckung vermeldet werden.